# Blakshøj (højdepunkt)
 For alternative betydninger, se Blakshøj. (Se også artikler, som begynder med Blakshøj)
Blakshøj er et dansk højdepunkt, som ligger 73 meter over havet. Blakshøj er det højeste punkt i Uldrup Bakker ved nordsiden af Horsens Fjord 10 km sydvest for Odder.

55°53′25″N 10°5′28″Ø / 55.89028°N 10.09111°Ø